# على أسرار المصريين والكلدان والآشوريين
السحر وطقوس الأسرار عند المصريين والسوريين والكلدان (باليونانية: Περὶ τῶν Αἰγυπτίων μυστηρίων)‏ ويعرف باللغة اللاتينية (باللاتينية: De Mysteriis Aegyptiorum) هو عمل فلسفي أفلاطوني محدث، مهتما بالحديث عن العبادات والسحر وهو منسوب للفيلسوف السوري ذي الأصل العربي يامبليخوس. وقد عرف الفيلسوف الآخر فرفوريوس الصوري بمعارضته لكلام يامبليخوس بخصوص السيمياء، وقد كان معظم ما ورد في هذا العمل رداً من يامبليخوس على انتقادات معملمه فرفوريوس.